# Берташ, Александр Витальевич
Александр Витальевич Берташ (р. 27 февраля 1964, Ленинград) — протоиерей РПЦ, историк архитектуры, архивист, журналист. Кандидат богословия (2016). Кандидат искусствоведения (2018).

## Биография
Родился 27 февраля 1964 в Ленинграде. Окончил Ленинградский педиатрический медицинский институт со специальностью «врач-педиатр» (1986). В 1986—1990 работал судебно-медицинским экспертом-биологом в Ленинградском областном бюро судебно-медицинской экспертизы, затем старшим научным сотрудником института «Ленпроектреставрация» (1990—2004), в 1999—2004 — в должности ведущего специалиста (искусствоведа) КГИОП Санкт-Петербурга.
Окончил 2 курса Православного Свято-Тихоновского Богословского гуманитарного института, 27 июля 2003 года рукоположён в сан диакона, 24 апреля 2005 года — в сан пресвитера в Спасо-Преображенском соборе к Санкт-Петербургскому подворью Череменецкого Иоанно-Богословского монастыря. С 15 марта 2007 года до 9 ноября 2009 года по совместительству являлся первым настоятелем храма Воскресения Словущего при Кадетском ракетно-артиллерийском корпусе. Воскресенский храм был полностью восстановлен и освящен архиерейским чином. Заместитель председателя Комиссии Санкт-Петербургской епархии по архитектурно-художественным вопросам.
С июля 2004 по 2012 годы — ведущий научный сотрудник Государственного музея истории Санкт-Петербурга. В тот же период преподавал на кафедре истории русского искусства Санкт-Петербургского государственного Университета культуры и искусств (2005—2012; 9 дисциплин по изучению и охране исторического и художественного наследия) и на кафедре церковно-исторических дисциплин в Санкт-Петербургской духовной семинарии (2010—2011). С 2011 года — член Комиссии по художественному убранству Кронштадтского Морского собора.
Научный сотрудник энциклопедического отдела филологического факультета СПбГУ (2007—2012), руководитель проекта «Православная церковь, государство и церковная культура на Северо-западе России в конце XVII — начале XX вв.» (до 2012). Ведущий искусствовед петербургского архитектурного бюро «Литейная часть — 91» (2012—2023).
С апреля 2012 года — настоятель прихода во имя Святых Царственных страстотерпцев в городе Бремене. В 2014 году на средства прихода в собственность епархии было приобретено построенное в 1966 году здание бывшей новоапостольской церкви в районе Хемелинген. Это здание, ставшее первым постоянным православным храмом в Бремене, к 2018 году было расширено и перестроено по проекту архитектора Р. М. Даянова. В 2015 году удостоен сана протоиерея.
В марте 2019 года указом управляющего Берлинско-Германской епархией архиепископа Подольского Тихона был назначен исполняющим обязанности древлехранителя Берлинско-Германской епархии.

## Научная деятельность
А. В. Берташ — автор и соавтор более 550 научных и научно-популярных книг и статей, опубликованных в России, Бельгии, Германии, Италии, Литве, Латвии, Польше, Финляндии, Эстонии, Белоруссии, в том числе многочисленных статей в таких энциклопедических изданиях, как «Православная энциклопедия» (2005—2022; около 160 статей), «Allgemeines Künstlerlexikon (AKL)» (2014—2022; 29 статей), Российский гуманитарный энциклопедический словарь и Три века Санкт-Петербурга, изданий по храмам и монастырям Санкт-Петербурга и епархии. В круг его научных интересов входит история церковной материальной культуры (прежде всего, зодчества), а также церковная биографика Нового Времени, петербурговедение и регионоведение Балтии и Северо-Западного региона, охрана культурного наследия.
В 2016 году получил степень кандидата богословия, защитив в СПбДА диссертацию на тему «Основные тенденции в развитии церковной архитектуры Северо-Запада России. в период с 1825 по 1917 гг. и их значение для русского храмостроительства» (научный руководитель — профессор-архимандрит Александр (Федоров)).
В 2018 году получил учёную степень кандидата искусствоведения, защитив в РГПУ им. Герцена диссертацию на тему «Церковное зодчество в Северо-Западных губерниях Российской империи в период царствования императоров Николая I и Александра II» (научный руководитель В. Г. Лисовский). В том же году выиграл грант РФФИ на тему «Распространение православия и храмостроительство на территории Прибалтики в 1840—1910-е гг.».
Участник множества российских и международных научных конгрессов и конференций, руководитель проектов «Христианский Петербург» (2004—2012, ГМИСПБ) и «Православная церковь, государство и церковная культура на Северо-западе России в конце XVII — начале XX вв.» (2011—1013, СПбГУ).
Член Союза журналистов России, Международной федерации журналистов, Союза архитекторов Санкт-Петербурга и Союза архитекторов России. Эксперт международного благотворительного фонда им. Д. С. Лихачёва.

## Награды и премии
- Диплом Анциферовской премии за лучшие работы по истории Петербурга (1996, 2012)[7]
- Победитель конкурсов Московского общественного научного фонда (1997, 1998—1999)[1][6]
- Победитель конкурсной программы «Межрегиональные исследования в общественных науках» (2001, 2002)[1][6]
- Патриаршая грамота (2010) — за работу в «Православной Энциклопедии»[1][6]
- Благодарность Администрации Президента РФ (2011) — за работу в Комиссии по художественному убранству Кронштадтского собора[1][6]
- Орден преподобного Сергия Радонежского III степени (2014)[7] — за церковно-исторические труды[14]
- Патриаршая почётная грамота-благодарность Комитета по премиям митрополита Московского и Коломенского Макария (2017) «за значительные научные достижения»[7]
- Орден преподобного Серафима Саровского III степени (2024) — в связи с 60-летием со дня рождения[15].

## Избранная библиография
В этом разделе приведены публикации монографического характера, труды, созданные в соавторстве, а также работы, изданные в рамках коллективных монографий.
1. «Храмы Петербурга. Справочник-путеводитель» / А. В. Берташ, Е. И. Жерихина, М. Г. Талалай. — СПб: ЛИК, 1992. — 240 с. — ISBN 5-86038-002-X
2. «Коневский Рождество-Богородичный монастырь». СПб., 1998 (авторы др. частей Н.С. Веселов, Б.А. Ганнибал). Изд. 2-е [СПб., 2002].
3. «Земля Невская Православная. Православные храмы пригородных районов Санкт-Петербурга и Ленинградской области». СПб., 2000. Краткий церковно-исторический справочник (совместно с Е. В. Исаковой, Н. С. Крыловым, М. В. Шкаровским, Н. А. Яковлевым). Изд. 2-е (совм. с В. В. Антоновым, Е. В. Исаковой, Н. С. Крыловым, М. В. Шкаровским, Н. А. Яковлевым): СПб.: Лики России, 2006.
4. «Библейские сюжеты в камне и бронзе. Петербургское городское убранство» (совместно с М. Г. Талалаем). СПб., 2004 (2-е изд.: СПб., 2005; 3-е изд.: СПб., 2007, совм. с С. О. Андросовым, М. Г. Талалаем; 4-е изд.: Христианские образы в городском убранстве Санкт-Петербурга. СПб.: ЛИК, 2016, совм. c М. Г. Талалаем).
5. «Болхов – город церквей. Исторические очерки и святыни» (совместно с Н. Живолуп, Е. Казаковой). СПб.: Агат-Полиграфия, 2005.
6. «Русские храмы и обители в Европе». СПб., 2005. Соавтор, автор раздела «Польша» и статьи «Варшава, собор св. блг. вел. кн. Александра Невского».
7. «Валаамский монастырь и его подвижники». Авт.–сост. 5 издания. СПб.: Спасо-Преображенский Валаамский монастырь, 2011.
8. «Семинарский храм Санкт-Петербургской Духовной академии» (совм. с А. К. Галкиным). СПб.: Издательство Зимина, НП-Принт, 2012 (изд. 1-е; изд. 2-е, исправленное и дополненное).
9. «Храм Благовещения Пресвятой Богородицы на Васильевском острове. 250 лет». СПб., 2012 (соавторство, работа в архивах).
10. «Свято-Троицкая Александро-Невская лавра. 1713–2013». Т. II. 1797–1917. СПб.: Александро-Невская лавра, НП-принт, 2013 (совместно с С. Г. Рункевичем, М. В. Шкаровским).
11. «Сампсониевский собор в Санкт-Петербурге» (при участии Е. М. Никифоренко). СПб., 2020.
12. «The Spread of Orthodoxy and the Architecture of Churches in the Baltics of the 1840s – 1917» / edited by Toomas Schvak. Tallinn, 2024 — (Acta Universitatis Tallinnensis. Artes). ISBN 978-9985-58-971-7
13. «Распространение Православия и храмостроительство на территории Прибалтики и церковная архитектура России в 1840-е – 1917 гг.» — М.: Издательство ПСТГУ, 2025. — ISBN 979-5-7429-1672-7.

1. «Иоанно-Богословский Крыпецкий монастырь». Статьи, составление. СПб., 1992 (совместно с протоиереем Олегом Тэором).
2. «Валаамский монастырь и его подвижники» (на основе текста архим. Пимена (Гаврилова), редактор-составитель /совм. с В. Ф. Кисельковой, А. А. Садикяр, О. И. Ходаковской/, вступительная статья, примечания). СПб., 2005.
3. «Николо-Одринский женский монастырь» (составитель буклета) (совместно с Н. Живолуп). СПб.: Агат-Полиграфия, 2005.
4. «Валаамский монастырь и его подвижники» (на основе текста архим. Пимена (Гаврилова), редактор-составитель /совм. с В. Ф. Кисельковой, А. А. Садикяр, О. И. Ходаковской/, вступительная статья, примечания). СПб., 2005.
5. «Валаамский монастырь и его подвижники». Авт.–сост. 5 издания. СПб.: Спасо-Преображенский Валаамский монастырь, 2011.

1. Северное (Успенское) кладбище // Исторические кладбища Петербурга. СПб., 1993 [книга удостоена 1-й Анциферовской премии]. 2-е изд.: СПб., 2009.
2. Тоновский стиль в церковном зодчестве петербургской округи // Петербургские чтения 96. СПб., 1996. С. 249-251.
3. Содержание и эволюция русского стиля в церковной архитектуре середины XIX- начала XX веков // Искусство христианского мира. Сборник статей. М., 1998. Выпуск 2. С. 113 - 123.
4. Собор в память 300-летия Дома Романовых в Петрограде // Династия Романовых в истории и культуре России. Екатеринбург, 2002. С. 203-221.
5. Церкви в городской среде Санкт-Петербурга – Петрограда - Ленинграда. Середина XIX – конец XX века // Пространство Санкт-Петербурга. Памятники культурного наследия и современная городская среда. Материалы научно-практической конференции. СПб., 2003. С. 283 - 288.
6. Православная Варшава в 1920 – 1930-е гг. // Зарубежная Россия. 1917-1939. Кн. 2. Сборник статей. СПб., 2003. С. 122 – 131.
7. Церковное строительство в середине XIX – начале XX вв. по образцовым проектам и современное проектирование // Образцовые проекты церковных строений. Материалы альбомов XIX в. СПб., 2003. Вступительная статья (с. 5-8), составление.
8. Судьбы культурного наследия Православной Церкви в Санкт-Петербурге– Петрограде– Ленинграде в XX веке. Источники и основные этапы // Памятники истории и культуры Санкт-Петербурга. СПб., 2004. Вып. 7. С. 205-224.
9. Церковное строительство в Санкт-Петербургской губернии в середине XIX – нач. XX в. // Губерния и северная столица. СПб., 2004. С. 43-50.
10. Церковный зодчий А. Я. Силин // Труды Санкт-Петербургского Гос. университета культуры и искусств. Т. 171. СПб.: издательство СПбГУКИ, 2006. С. 293-298.
11. Служитель Слова: пастырь-проповедник протоиерей Григорий Михайлович Дьяченко // Материалы Кирилло-Мефодиевских чтений.. — СПб.: издательство СПбГУКИ, 2009. — С. 384—393. — (Труды Санкт-Петербургского Гос. университета культуры и искусств).
12. Историко-археологическое изучение утраченных храмов Санкт-Петербурга (совм. с П. Е. Сорокиным, О. В. Андреевой, С. В. Бельским, Е. Р. Михайловой, С. А. Семеновым, В. Ю. Соболевым) // Археологическое наследие Санкт-Петербурга. Вып. 3. СПб., 2009. С. 53-129.
13. Храмостроительство в Санкт-Петербурге на рубеже веков // Труды Государственного музея истории религии. Вып. 9. СПб., 2009. С. 112-119.
14. Храмы, построенные А.С. Каминским, и их стилистические особенности // Архитектор А.С. Каминский и церковная архитектура XIX века. — М.: Николо-Угрешский монастырь, 2011. — С. 135—146.
15. Архитектурное и художественное творчество князя Г.Г. Гагарина в контексте развития русского и византийского стилей // Григорий Гагарин: художник и общественный деятель. Материалы научной конференции. СПб., 2011. С. 74-85.
16. Петербургский архитектор во Флоренции: М. Т. Преображенский и его церковное творчество // Россия-Италия. Общие ценности. Сборник научных статей XVII Царскосельской конференции. — СПб., 2011. — С. 91—99. — ISBN 978-5-902238-83-6.
17. Стилистические особенности храмостроительства в 1830–1870-е годы в России: столица и национальные окраины // Вестник Санкт-Петербургского университета. Серия 15. Искусствоведение. — 2013. — Вып. 1. — С. 178—198.
18. История Санкт-Петербургских Духовных школ в XVIII-XIX веках (совм. с М. В. Шкаровским и Д. А. Карпуком) // Шкаровский М. В. Санкт-Петербургские Духовные школы в XX–XXI вв. Т. 1. СПб., 2015. — С. 9-103.
19. Петроградская Духовная академия (совм. с М. В. Шкаровским и Д. А. Карпуком) // Шкаровский М.В. Санкт-Петербургские Духовные школы в XX–XXI вв. Т. 1. СПб., 2015. С. 109-155.
20. Петроградская Духовная семинария (совм. с М. В. Шкаровским) // Шкаровский М. В. Санкт-Петербургские Духовные школы в XX–XXI вв. Т. 1. СПб., 2015. С. 156-165.
21. Мальцев Алексий Петрович, прот. // Энциклопедическая практика: Материалы и исследования. Сборник научных статей и документов. Энциклопедический отдел, Института филологических исследований Санкт-Петербургского государственного университета. СПб., 2015. С. 27–52.
22. Alexander Bertash, Diana Keypen-Warditz, Svetlana Levoshko. Orthodox Cave Churches and Monasteries of the V-XX Centuries in Russia and Ukraine: Architectural Traditions and Technologies. Original Research Article. (англ.) // Procedia Engineering. — Vol. 165. — P. 1829—1835. — doi:10.1016/j.proeng.2016.11.930.
23. «Рижская школа» в храмостроительстве Прибалтийского края 1870-х гг. // Православие в Балтии. № 4 (13). Рига, 2016. С. 9–32.
24. Архитектура и архитекторы комплекса Санкт-Петербургской духовной семинарии // Христианское чтение. — 2016. — № 4. — С. 92—109. — doi:10.24411/1814-5574-2016-00049.
25. Русское храмостроительство середины XIX – начала XX вв. в оценке дореволюционных и советских историков архитектуры: к историографии вопроса // Христианское чтение: Научно-богословский журнал. — 2017. — № 5. — С. 183—197. — doi:10.24411/1814-5574-2017-00106.
26. The Temple Construction in Germany in the Interwar Period, Its Style and Significance, Reliģiski filozofiski raksti, XXIII. Riga, Latvijas Universitātes Filozofijas un socioloģijas institūts, 2017. P. 251–268.
27. Architecture of Orthodox churches in Daugavpils in the context of church building in the Russian Empire of the second half of the 19th– the beginning of the 20th century // Daugavpils Universitātes 59. starptautiskās zinātniskās konferences rakstu krājums = Proceedings of the 59th International Scientific Conference of Daugavpils University (Труды 59-й Международной научной конференции Даугавпилсского университета). Daugavpils: Daugavpils Universitāte akadēmiskais apgāds «Saule», 2017. P. 49–56.
28. Construction and architecture of Orthodox temples at Estland province in the reign of the emperors Nicholas I and Alexander II // Texts. Art and Literature Scientific and Analytical Journal. 4. 2017. Bruxelles, 2017. P. 25–33.
29. Православная Церковь в Польше и русская эмиграция до Второй мировой войны. Общий обзор и судьбы русских храмов // Покровские чтения в Брюсселе: материалы ежегодной международной научной конференции. Вып. 1, 2. М.; Брюссель, 2017. С. 6–28.
30. Особенности православного приходского храмостроительства в Рижской епархии на рубеже XIX - XX вв. и творчество гражданского инженера В.И. Лунского // Тезисы Международной научно-практической конференции «Архитектура и градостроительство Балтийского региона от эпохи модерна до современности». 27-28 апр. 2017. СПб., 2017.
31. Архитектор Э. И. Жибер: творческая биография // Россия и Франция: культурный диалог в панораме веков. Материалы VI Международного Петровского конгресса. СПб., 2018.
32. Архитектор Н. Е. Ефимов: творческая биография // Вопросы теории культуры / Санкт-Петербургский гос. академический институт живописи, скульптуры и архитектуры им. И. Е. Репина при Российской академии художеств. Научные труды. Вып. 43. Окт. – дек. СПб., 2017. С. 200-217
33. Устройство и топография православных церквей в Прибалтийских губерниях в царствование императора Александра III // Теория и практика регионоведения. Т. I. Труды I Международной научно-практической регионоведческой конференции. Кн. первая. Санкт-Петербург, 7 декабря 2018 г. / Сост. и гл. ред. В.В. Яковлев, отв. ред. Т.В. Вольская. СПб., 2018. С. 92–103.
34. «Церковно-строительная операция»: провинциальное церковное строительство конца 1860-1870-х гг. на территории Латвии и Эстонии // Православие в Прибалтике: религия, политика, образование. 1840-е – 1930-е гг. / Пярт И. (ред.). — Тарту: Издательство Тартуского университета, 2018. — С. 41–93. — ISBN 978-9949-77-679-5.
35. Организация процесса православного храмостроительства в Прибалтике при епископе Вениамине (Карелине, 1867-1874 гг.) // Энциклопедическая практика: материалы и исследования. Сборник научных статей и документов. — СПб.: Скрипториум, 2018. — С. 27–43.
36. Прибалтика и Санкт-Петербург: особенности храмостроительства второй половины царствования императора Александра II // Актуальные проблемы теории и истории искусства. VIII Международная научная конференция. Тезисы докладов. — М., 2018. — С. 569–572.
37. Православное церковное строительство в Лифляндской губернии второй половины 1840-х–1860-х гг. и архитектор Н. Е. Ефимов // Православие в Балтии. Научно-аналитический журнал. 2018. № 8. С. 15–68.
38. Между Западом и Востоком: архитектура храмов в Российской империи при династии Романовых // Журнал Московской Патриархии. 2018. № 12. С. 78–85.
39. Церковный зодчий М. Т. Преображенский и его работы в Эстляндской губернии // Седьмые Пюхтицкие чтения. Материалы международной научно-практической конференции «Духовно-нравственное воспитание человека: традиции и современность». Пюхтицкий Успенский ставропигиальный женский монастырь, 11-12 декабря 2018 года. — Куремяэ, 2018. — С. 116–124.
40. Архитектор Михаил Т. Преображенский и его наследие в странах Балтии и Восточной Европы // Sztuka Europy Wschodniej – Искусство восточной Европы – The Art of Eastern Europe. T. 6. Polscy i rosyjscy architekci w XIX i XX wieku – Польские и российские архитекторы в XIX и XX веках / Polski Instytut Studiów nad Sztuką Świata & Wydawnictwo Tako.. — Warszawa–Toruń, 2018. — С. 61–76.
41. По пути А. А. Парланда: «московско-ярославский» стиль в церковном зодчестве Прибалтийских губерний // Кафедра : Сборник научных трудов. Вып. XXIV : Спас на крови — памятник русского монументального искусства конца XIX – начала XX века и его создатель Альфред Александрович Парланд (1842-1919). — СПб.: ГМП «Исаакиевский собор», 2019. — С. 16–31.
42. Сооружение православных храмов и государственно-церковная политика в Остзейских губерниях в царствование императора Александра II // Александр II и его время. К 200-летию со дня рождения / отв. ред. В. В. Яковлев. СПб.: Российский государственный педагогический университет им. А. И. Герцена, 2019. С. 58–81.
43. Пюхтицкое подворье в Ревеле-Таллине и его строитель Н. Н. Никонов // Восьмые Пюхтицкие чтения. Материалы международной научно-практической конференции «Духовно-нравственное воспитание человека: традиции и современность». Пюхтицкий Успенский ставропигиальный женский монастырь, 11-12 декабря 2018 года.. — Куремяэ, Эстония, 2019. — С. 154—163. — 496 с. — ISBN 978-9949-7213-3-7.
44. А. И. Резанов – архитектор позднего романтизма и его церковное творчество // Sztuka Europy Wschodniej – Искусство восточной Европы – The Art of Eastern Europe. T. 8. Romantyzm i jego tradycje. Polski Instytut Studiów nad Sztuką Świata & Wydawnictwo Tako. Warszawa–Toruń, 2020. С. 223-240.
45. Успенский собор Пюхтицкого монастыря в Эстонии как памятник ретроспективного русского стиля, его строители и жертвователи // Вестник Православного Свято-Тихоновского гуманитарного университета. Серия V: Вопросы истории и теории христианского искусства [Живопись]. — 2021. — Январь-март (вып. 41). — С. 132—152. — doi:10.15382/sturV202141.132-152.
46. Интерьер Успенского собора Пюхтицкого монастыря и его мастера С. А. и П. С. Абросимовы и Ф. Е. Егоров // Вестник Православного Свято-Тихоновского гуманитарного университета. Серия V: Вопросы истории и теории христианского искусства [Живопись]. — 2021. — Апрель-июнь (вып. 42). — С. 60—78. — doi:10.15382/sturV202142.60-78.
47. Подворье Пюхтицкого монастыря в Санкт-Петербурге: 120 лет истории // Вестник Православного Свято-Тихоновского гуманитарного университета. Серия II: История. История Русской Православной Церкви. — 2021. — Июль-август (вып. 101). — С. 138–156. — doi:10.15382/sturII2021101.138-156.
48. Отечественное церковное зодчество после Петровских преобразований и феномен русского стиля: столицы, национальная окраина, провинция на примере Пензенского региона // Нива Господня. Вестник Пензенской Духовной Семинарии. 2021. Вып. 2 (20). С. 54-78.
49. Прибалтийское православное братство и его роль в устройстве Пюхтицкой женской общины // Вестник Свято-Филаретовского института. — 2021. — Вып. 39. — С. 210—238. — doi:10.25803/26587599_2021_39_210.
50. Первоначальные храмы и некрополь Пюхтицкого Успенского женского монастыря // Христианское чтение. — 2021. — № 4. — С. 375—391.
51. Губернатор князь Сергий Шаховской – выразитель политики императора Александра III в Эстляндии и мемориальная Сергиевская церковь в Пюхтицком монастыре // Вестник Исторического общества Санкт-Петербургской Духовной Академии. — 2021. — № 3 (8). — С. 93—105.
52. Orthodox Church Building in Estonia: Formation of Style (Konstruieren des Stils, 1840-1860s) // Kunstiteaduslikke Uurimusi / Studies on Art and Architecture. Tallinn, 2021. № 4. S. 147-168.
53. Православие в Эстонии: происхождение, вытеснение и возрождение (совм. с прот. И. Прекупом) // Эстонская Православная Церковь: 100 лет автономии [Сборник материалов одноименной конференции (Таллин, 26–27 ноября 2020 г.)] / Ред. прот. Игорь Прекуп. Таллинн, 2021. 492 с. ISBN 978-9916-4-0693-9. С. 104–133.
54. Православная Церковь в Эстонии в 1880—1905 гг. // Эстонская Православная Церковь: 100 лет автономии. Таллинн, 2021. С. 134–169.
55. А. А. Полещук: творческая биография русско-эстонского зодчего и ретроспективное направление в русской церковной архитектуре начала XX века // Вестник Санкт-Петербургского университета. Искусствоведение 12. № 4 (2022). С. 647–665.

А. В. Берташ — автор многочисленных статей в таких энциклопедических изданиях, как «Православная энциклопедия»как «Православная энциклопедия» (2005—2022; около 160 статей), «Allgemeines Künstlerlexikon (AKL)» (2014—2022; 29 статей), Российский гуманитарный энциклопедический словарь, Три века Санкт-Петербурга.